# Samir Bertin d'Avesnes
Samir Bertin d'Avesnes (Moroni, 15 aprile 1986) è un ex calciatore comoriano, di ruolo attaccante.

## Carriera

### Club
Cresciuto nel settore giovanile del Bastia, dal 2002 al 2008 gioca complessivamente 16 partite nella seconda divisione francese e 9 partite nella massima serie francese con i biancoblu. Nella stagione 2008-2009 ha militato nella terza divisione francese con il Croix-de-Savoie 74. Dal 2009 al 2011 ha militato nel Beauvais, altro club della terza divisione francese. Nel 2011 si accasa al Compiègne, nella quarta divisione francese. Dal 2013 al 2016 ha giocato con il Roye-Noyon nella quarta divisione francese. Nel 2016 firma un contratto con il Pays Neslois, formazione della sesta divisione francese. Nel 2019 si trasferisce al Camon, sempre nella sesta divisione francese.

### Nazionale
Tra il 2011 e il 2015, ha giocato due partite con la nazionale comoriana.

## Statistiche

### Cronologia presenze e reti in nazionale
| Cronologia completa delle presenze e delle reti in nazionale ― Comore | Cronologia completa delle presenze e delle reti in nazionale ― Comore | Cronologia completa delle presenze e delle reti in nazionale ― Comore | Cronologia completa delle presenze e delle reti in nazionale ― Comore | Cronologia completa delle presenze e delle reti in nazionale ― Comore | Cronologia completa delle presenze e delle reti in nazionale ― Comore | Cronologia completa delle presenze e delle reti in nazionale ― Comore | Cronologia completa delle presenze e delle reti in nazionale ― Comore |
| Data                                                                  | Città                                                                 | In casa                                                               | Risultato                                                             | Ospiti                                                                | Competizione                                                          | Reti                                                                  | Note                                                                  |
| --------------------------------------------------------------------- | --------------------------------------------------------------------- | --------------------------------------------------------------------- | --------------------------------------------------------------------- | --------------------------------------------------------------------- | --------------------------------------------------------------------- | --------------------------------------------------------------------- | --------------------------------------------------------------------- |
| 11-11-2011                                                            | Mitsamiouli                                                           | Comore                                                                | 0 – 1                                                                 | Mozambico                                                             | Qual. Mondiali 2014                                                   | -                                                                     | 59’                                                                   |
| 7-10-2015                                                             | Moroni                                                                | Comore                                                                | 0 – 0                                                                 | Lesotho                                                               | Qual. Mondiali 2018                                                   | -                                                                     | 77’                                                                   |
| Totale                                                                |                                                                       | Presenze                                                              | 2                                                                     |                                                                       | Reti                                                                  | 0                                                                     |                                                                       |